# Girawa jezik
Girawa jezik (ISO 639-3: bbr), transnovogvinejski jezik skupine madang, uže skupine croisilles, jedan je od tri kokonska jezika, kojim govori 4 000 ljudi (Wurm and Hattori 1981) u provinciji Madang, u distriktu Ramu, Papua Nova Gvineja.
Srodan je jezicima munit [mtc] i kein [bmh]. Uči se u osnovnim školama i piše na latinici.

## Vanjske poveznice
- Ethnologue (14th)
- Ethnologue (15th)